# Cynoscion microlepidotus
Cynoscion microlepidotus és una espècie de peix de la família dels esciènids i de l'ordre dels perciformes.

## Morfologia
- Els mascles poden assolir 92 cm de longitud total i 3.000 g de pes.[3][4][5]

## Hàbitat
És un peix de clima tropical i demersal que viu fins als 30 m de fondària.

## Distribució geogràfica
Es troba a l'Atlàntic occidental: des de Veneçuela fins a Santos (Brasil).

## Ús comercial
Es comercialitza principalment fresc.

## Observacions
És inofensiu per als humans.